# نیکولای ملنیکوف
نیکولای ملنیکوف (انگلیسی: Nikolay Melnikov؛ زادهٔ ۲۴ ژانویهٔ ۱۹۴۸) بازیکن واترپلو اهل شوروی بود.